# Державна винна монополія
Державна винна монополія (норв. Vinmonopolet, англ. The Wine Monopoly), символізується Ⓥ і в розмові скорочується до Polet — державний роздрібний торговець алкогольних напоїв, і єдина компанія, котрій дозволено продавати напої, що містять вміст алкоголю вище, ніж 4,75 % у Норвегії.
Оскільки політика уряду Норвегії обмежує споживання алкоголю громадянами, в першу чергу за рахунок високих витрат та обмеженого доступу, головною метою Vinmonopolet є відповідальне здійснення розподілу алкогольних виробів, обмежуючи мотив приватного економічного прибутку від алкогольної промисловості. Не менш важливою є і соціальна відповідальність, щоб запобігти продажу алкоголю неповнолітнім і людям з явними ознаками алкогольного сп'яніння.
У 2007 році Vinmonopolet продала 71 100 000 літрів алкогольних напоїв (18 800 000 американських галонів).

## Заснування
Ця установа була заснована в 1922 році як державна компанія в результаті торгових переговорів з експортерами вина, переважно Францією. Заборона на алкоголь була знята, і продаж був дозволений через відділення, якими керує Vinmonopolet.
З 1939 року держава, спочатку через Міністерство фінансів Норвегії, а пізніше Міністерство охорони здоров'я та служб догляду Норвегії, була єдиним власником, викуповуючи приватних акціонерів, залишившись акціонерним товариством.
Імпортна та виробнича діяльність компанії припинилася в 1996 році, коли EFTA визнала, що монополія порушує угоду EEA, компанія розділена та створена компанією Arcus, яка продовжувала діяльність з виробництва, імпорту та розподілу алкогольних напоїв, залишаючи Vinmonopolet як єдину роздрібну монополію.
У 1999 році формат відділень було реструктуризовано, майже всі магазини самообслуговуються з попереднього формату продажів за прилавком, а продажі в Інтернеті почалися у 2002 році.

### Винні аукціони
У грудні 2008 року Vinmonopolet оголосив про плани впровадження системи проведення аукціонів уживаного вина, подібного до моделі, яку використовує шведський Systembolaget. За норвезьким законодавством було продано алкоголь на аукціоні, доки рішенням Стортинг цього закону не було змінено у квітні 2011 року, починаючи з 1 січня 2012 року. Хоча Vinmonopolet не повинен отримувати прибутку від цих заходів, процес вибору спільного аукціону призвів до того, що тендер, зрештою, був присуджений аукціонному будинку Blomqvist в Осло з першим винним аукціоном Норвегії, який відбувся 25 листопада 2013 року. І одночасно було розгорнуто розширений Інтернет-аукціон завдяки несподіваній шкалі інтересів.